# Luperina pieretti
Luperina pieretti är en fjärilsart som beskrevs av Charles Oberthür 1933. Luperina pieretti ingår i släktet Luperina och familjen nattflyn. Inga underarter finns listade i Catalogue of Life.